# Roy C. Wilcox
Roy C. Wilcox, född 25 december 1891, död 30 mars 1975, var en amerikansk politiker som var viceguvernör i Connecticut från 1933 till 1935. Detta var under den andra mandatperioden som Wilbur Lucius Cross var guvernör.